# Индија на Светском првенству у атлетици на отвореном 2019.
Индија је учествовала на 17. Светском првенству у атлетици на отвореном 2019. одржаном у Дохи од 27. септембра до 6. октобра првенству седамнаести пут, односно учествовала је на свим првенствима до данас. Репрезентацију Индије представљало 23 такмичара (14 мушкарца и 9 жена) који су се такмичили у 16 дисциплина (9 мушких, 6 женских и 1 мешовита).,  .
На овом првенству такмичари из Индије нису освојили ниједну медаљу. У табели успешности према броју и пласману такмичара који су учествовали у финалним такмичењима (првих 8 такмичара) Индија је са 2 учесника у финалу делила 58 место са 3 бода.
| Плас. | Земља  | 1. место | 2. место | 3. место | 4. место | 5. место | 6. место | 7. место | 8. место | Бр. финал. | Бод. |
| ----- | ------ | -------- | -------- | -------- | -------- | -------- | -------- | -------- | -------- | ---------- | ---- |
| =58.  | Индија | 0        | 0        | 0        | 0        | 0        | 0        | 1        | 1        | 1          | 3    |

## Учесници
| Мушкарци: - Џинсон Џонсон — 1.500 м - Танакал Гопи — Маратон - Jabir Madari Pillyalil — 400 м препоне - Dharun Ayyasamy — 400 м препоне - Авинаш Сабле — 3.000 м препреке - Amoj Jacob — 4х400 м - Мохамед Анас — 4х400 м, 4х400 м (м+ж) - Jeevan Karekoppa Suresh — 4х400 м - Ноах Нирмал Том — 4х400 м, 4х400 м (м+ж) - Ирфан Колотум Тоди — 20 км ходање - Синг Девендер — 20 км ходање - М.Сришанкар — Скок удаљ - Тејиндер Пал Синг Тур — Бацање кугле - Шивпал Синг — Бацање копља | Жене: - Дати Чанд — 100 м - Арчана Сусентран — 200 м - Анџали Деви — 400 м - Palakkeezh Unnikrishnan Chitra — 1.500 м - Jisna Mathew — 4 х 400 м, 4х400 м (м+ж) - Мачетира Пувама Рају — 4 х 400 м - Велува Корот Висмаја — 4 х 400 м, 4х400 м (м+ж) - Венкатесан Субха — 4 х 400 м - Ану Рани — Бацање копља |  |

## Резултати

### Мушкарци
| Атлетичар                                                       | Дисциплина       | Лични рекорд | Квалификације      | Квалификације | Полуфинале            | Полуфинале           | Финале                | Финале       | Детаљи |
| Атлетичар                                                       | Дисциплина       | Лични рекорд | Резултат           | Место         | Резултат              | Место                | Резултат              | Место        | Детаљи |
| --------------------------------------------------------------- | ---------------- | ------------ | ------------------ | ------------- | --------------------- | -------------------- | --------------------- | ------------ | ------ |
| Џинсон Џонсон                                                   | 1.500 м          | 3:35,24      | 3:39,86 (.856)     | 10. у гр. 2   | Није се квалификовао  | Није се квалификовао | Није се квалификовао  | 34 / 43 (45) |        |
| Танакал Гопи                                                    | маратон          | 2:13:39      |                    |               |                       |                      | 2:15:57               | 21 / 55 (73) |        |
| Jabir Madari Pillyalil                                          | 400 м препоне    | 49,13        | 49,62(.619) КВ     | 3. у гр. 3    | 49,71                 | 5. у гр. 3           | Није се квалификовао  | 17 / 38 (39) |        |
| Dharun Ayyasamy                                                 | 400 м препоне    | 48,80 НР     | 50,55              | 6. у гр. 5    | Није се квалификовао  | Није се квалификовао | Није се квалификовао  | 27 / 38 (39) |        |
| Авинаш Сабле                                                    | 3.000 м препреке | 8:28,94 НР   | 8:25,23 кв, НР, ЛР | 7. у гр. 3    |                       |                      | 8:21,37 НР, ЛР        | 13 / 44 (46) |        |
| Amoj Jacob Мохамед Анас Jeevan Karekoppa Suresh Ноах Нирмал Том | 4 x 400 м        | 3:02,52 НР   | 3:03,09            | 7. у гр. 2    | Нису се квалификовали | 12 / 15 (16)         |                       |              |        |
| Ирфан Колотум Тоди                                              | 20 км ходање     | 1:20:21 НР   |                    |               |                       |                      | 1:35:21               | 27 / 40 (53) |        |
| Синг Девендер                                                   | 20 км ходање     | 1:20:21 НР   | 1:41:48            | 36 / 40 (53)  |                       |                      |                       |              |        |
| М.Сришанкар                                                     | Скок удаљ        | 8,20 НР      | 7,62               | 12. у гр. Б   |                       |                      | Нису се квалификовали | 22 / 26 (27) |        |
| Тејиндер Пал Синг Тур                                           | Бацање кугле     | 20,75        | 20,43              | 85. у гр. Б   | 18 / 34 (35)          |                      | Нису се квалификовали |              |        |
| Шивпал Синг                                                     | Бацање копља     | 86,23        | 78,97              | 10. у гр. А   | 24 / 30 (32)          |                      | Нису се квалификовали |              |        |

### Жене
| Атлетичарка                                                             | Дисциплина   | Лични рекорд | Квалификације    | Квалификације | Полуфинале            | Полуфинале            | Финале                | Финале       | Детаљи |
| Атлетичарка                                                             | Дисциплина   | Лични рекорд | Резултат         | Место         | Резултат              | Место                 | Резултат              | Место        | Детаљи |
| ----------------------------------------------------------------------- | ------------ | ------------ | ---------------- | ------------- | --------------------- | --------------------- | --------------------- | ------------ | ------ |
| Дати Чанд                                                               | 100 м        | 11,24 НР     | 11,48 (.478)     | 7. у гр. 3    | Нису се квалификовале | Нису се квалификовале | Нису се квалификовале | 37 / 47      |        |
| Арчана Сусентран                                                        | 200 м        | 23,18        | 23,65            | 8. у гр. 2    | Нису се квалификовале | Нису се квалификовале | Нису се квалификовале | 40 / 43 (48) |        |
| Анџали Деви                                                             | 400 м        | 51,53        | 52,33            | 4. у гр. 3    | Нису се квалификовале | Нису се квалификовале | Нису се квалификовале | 38 / 47 (48) |        |
| Palakkeezh Unnikrishnan Chitra                                          | 1.500 м      | 4:11,55      | 4:11,10 ЛР       | 8. у гр. 2    | Нису се квалификовале | Нису се квалификовале | Нису се квалификовале | 30 / 35      |        |
| Jisna Mathew Мачетира Пувама Рају Велува Корот Висмаја Венкатесан Субха | 4 x 400 м    | 3:26,89 НР   | 3:29,42          | 6. у гр. 1    |                       |                       | Нису се квалификовале | 11 / 15 (16) |        |
| Ану Рани                                                                | Бацање копља | 62,34 НР     | 62,43 кв, НР, ЛР | 3. у гр. А    | 61,12                 | 8 / 31                |                       |              |        |

### Мешовито
| Атлетичари                                                                     | Дисциплина | Лични рекорд | Квалификације   | Квалификације | Полуфинале | Полуфинале | Финале      | Финале | Детаљи |
| Атлетичари                                                                     | Дисциплина | Лични рекорд | Резултат        | Место         | Резултат   | Место      | Резултат    | Место  | Детаљи |
| ------------------------------------------------------------------------------ | ---------- | ------------ | --------------- | ------------- | ---------- | ---------- | ----------- | ------ | ------ |
| Мохамед Анас (м) Велува Корот Висмаја (ж) Jisna Mathew (ж) Ноах Нирмал Том (м) | 4 х 400 м  | 3:15,71 НР   | 3:16,14 КВ, НРС | 3. у гр. 2    |            |            | 3:15,77 НРС | 7 / 16 |        |